# خفالیبوژیتسه
خفالیبوژیتسه (به لاتین: Chwalibożyce؛ تلفظ لهستانی: [xfalibɔˈʐɨt͡sɛ]) یک منطقهٔ مسکونی در لهستان است که در گمینا اوواوا واقع شده‌است.